# Cavaion Veronese
Cavaion Veronese és un comune (municipi) de la província de Verona, a la regió italiana del Vèneto, situat a uns 120 quilòmetres a l'oest de Venècia i a uns 20 quilòmetres al nord-oest de Verona.
A 1 de gener de 2020 la seva població era de 6.026 habitants.
Cavaion Veronese limita amb els següents municipis: Affi, Bardolino, Pastrengo, Rivoli Veronese i Sant'Ambrogio di Valpolicella.